# ニセコ町のうた
「ニセコ町のうた」（ニセコちょうのうた）は、北海道虻田郡ニセコ町が制定した町歌である。作詞・森菊蔵、作曲・狛林正一。
本記事では旧称の狩太村→狩太町の時代に制定されていた村歌等の楽曲についても解説する。

## 解説
現在のニセコ町の前身に当たる狩太村では、1934年（昭和9年）年に「狩太村歌」が制定されている。この村歌は町制施行による狩太町への改称後も町歌として引き継がれていたが次第に「時代に合わない」と考えられるようになり、ニセコ積丹小樽海岸国定公園の指定を受けた1964年（昭和39年）のニセコ町への再改称に伴い廃止された。
その後、1973年（昭和48年）になり「ニセコ町民憲章」の採択と合わせて新しく町歌を制定することになり、歌詞の懸賞募集が行われた。当時の町広報紙『広報ニセコ』昭和48年12月号によれば応募総数は65篇で、審査を経て優秀作4篇が選ばれたものの入選が出なかったため、この4篇を基に詩人で東京企画代表の森がまとめた歌詞が採用されている。
歌詞と楽譜は例規集の他『ニセコ町史』巻頭に掲載。町歌の制定意義は「豊かな郷土の未来と美しい自然をうたった」ものとされる。制定日は町民憲章と同じ11月3日で、日本コロムビアがアンサンブル・ボッカの歌唱を吹き込んだソノシート（規格品番：PSD-74）を製造した。このソノシートではジャケットの表題を制定告示や『広報ニセコ』の記事と同じ「ニセコ町のうた」としているが、盤面では「ニセコ町の歌」とする表記ゆれが見られる。
町に関連する町歌以外の楽曲としては旧称の狩太町当時に「狩太観光音頭」として観光協会が選定し、後年に町名と合わせて改題された「ニセコ観光音頭」（作詞：牧房雄、作曲：八洲秀章）がある。

## 旧町村歌
以下は旧称の狩太村→狩太町の時代に制定されていた楽曲である。
狩太村歌
- 作詞：田尾盛明 作曲：真島一郎

1933年（昭和8年）に自治憲章として「狩太村是」を定めたことを記念し、翌1934年（昭和9年）11月24日に「狩太村歌」の表題で制定。町制施行後も「狩太町歌」へ改題して引き継がれていたが、1964年（昭和39年）に町名を「ニセコ町」へ改称したことに伴い10月1日付で廃止された。
狩太賛歌（狩太町盆踊りの歌）
作詞：斎藤修二 作曲者不詳
狩太町の町制施行から2年後の1952年（昭和27年）に、町教育委員会が狩太駅（現：ニセコ駅）前広場で開催する盆踊りのために選定したと当時の新聞で報じられている。作詞者は当時の狩太小学校校長だが、作曲者は不詳。